# Касаграндес
Касаграндес (енгл. The Casagrandes) америчка је анимирана хумористичка телевизијска серија чија је премијера била 14. октобра 2019. године на каналу Nickelodeon и спин-оф серије Кућа Бука. Гласове позајмљују Изабела Алварез, Карлос Пена, Еухенио Дербес, Кен Џонг, Мелиса Џоан Харт, Леа Меј Голд и Лекси Секстон.
Серија се у Србији приказује од 30. марта 2020. године на каналу Nickelodeon, синхронизована на српски језик. Синхронизацију је радио студио Голд диги нет.

## Улоге
| Улога                     | Оригинални глас                  | Српски глас                                 |
| ------------------------- | -------------------------------- | ------------------------------------------- |
| Рони Ен Сантјаго          | Изабела Алварез                  | Анћела Џаферовић                            |
| Боби Сантјаго             | Карлос Пена Вега                 | Лако Николић (говор) Виктор Влајић (певање) |
| Марија Сантјаго           | Сумали Монтано                   | Валентина Павличић                          |
| Артуро Сантјаго           | Еухенио Дербез                   | Милан Антонић                               |
| Роса Касагранде           | Соња Манзано                     | Софија Јуричан                              |
| Хектор Касагранде         | Рубен Гарфијас                   | Бора Ненић                                  |
| Карлос Касагранде         | Карлос Алазраки                  | Милош Ђуричић                               |
| Фрида Пуга Касагранде     | Роксана Ортега                   | Михаела Стаменковић                         |
| Карлота Касагранде        | Алекса Пена Вега                 | Марија Огњеновић                            |
| Карлос млађи Касагранде   | Џаред Козак                      | Милан Тубић                                 |
| Карлино Касагранде        | Алекс Казарес                    | Томислав Божовић                            |
| Карлитос Касагранде       | Кристина Милиција                | Милена Моравчевић                           |
| Серђо                     | Карлос Алазраки                  | Томаш Сарић                                 |
| Сид Ченг                  | Лија Меј Голд                    | Ивона Рамбосек                              |
| Бека Ченг                 | Мелиса Џоун Харт                 | Марија Стокић                               |
| Стенли Ченг               | Кен Џонг                         | Милан Антонић                               |
| Аделејд Ченг              | Лекси Секстон                    | Јана Пауновић                               |
| Доручак бот               | Карлос Алазраки                  | Немања Живковић                             |
| Ники                      | Натали Колин                     | Марија Огњеновић                            |
| Кејси                     | Кристијан Сајмон                 | Марко Ћурчић                                |
| Самир                     | Макана Сеј                       | Милан Тубић                                 |
| Лерд                      | Шон Кенин                        | Никола Тодоровић                            |
| Вито Филипонио            | Карлос Алазраки                  | Милош Дашић                                 |
| Беки                      | Еби Трот                         | Ања Орељ                                    |
| Пар                       | Сунил Малхотра                   | Бојан Хлишћ                                 |
| Мејбел                    | Телма Хопкинс                    | Валентина Павличић                          |
| Миранда                   | Кристина Пучели                  | Ања Орељ                                    |
| Г. Накамура               | Брус Лок                         | Марко Марковић                              |
| Гђа Керники               | Лори Фрејзер                     | Марија Стокић                               |
| Маргарита                 | Криција Бајос                    | Снежана Нешковић                            |
| Мама Лупе                 | Анхелика Арагона                 | Валентина Павличић                          |
| Пако                      | Серхио Арагонес                  | Марко Марковић                              |
| Бруно                     | Ерик Бауза                       | Марко Марковић                              |
| Артемис                   | Дејвид Ериго Млађи               | Милан Антонић                               |
| Бари                      | Деби Дерибери                    | Немања Живковић                             |
| Јулијус                   | Реј Јамамото                     | Марко Ћурчић                                |
| Кингстон                  | Гунар Сајзмор                    | Никола Тодоровић                            |
| Ралфи                     | Џастин Фелбингер                 | Никола Тодоровић                            |
| Рики                      | Метју Мој                        | Лазар Перишић                               |
| Рајан                     | непознато                        | Никола Тодоровић                            |
| Том Боун                  | Колби Џексон                     | Лазар Перишић                               |
| Алексис Флорес            | Дијего Олмедо                    | Виктор Мајер                                |
| Клара                     | Кортни Лин                       | Јана Пауновић                               |
| Доџ                       | Кимберли Брукс                   | Софија Јуричан                              |
| Рејчел                    | Лори Фрејзер                     | Драгана Кураица                             |
| Синтија "Синди" Трен      | Викторија Грејс                  | Снежана Нешковић                            |
| Девон                     | Карлос Алазраки                  | Марко Марковић                              |
| Хенрик                    | Харви Гилен                      | Милан Тубић                                 |
| Алберто                   | Раул Себаљос                     | Бранислав Јевтић                            |
| Артемије Алкараз          | Џони Круз                        | Бранислав Јевтић                            |
| Блејз                     | Тру Валентино                    | Бојан Хлишћ                                 |
| Чарлс Литл Бул            | Роби Дејмонд                     | Немања Живковић                             |
| Чак                       | Зено Робинсон                    | Милош Ђуричић                               |
| Дејвид Шчепоптић          | Ди Бредли Бејкер                 | Милош Дашић                                 |
| Дојл                      | Бико Ортиз                       | Виктор Мајер                                |
| Ернесто Естреља           | Џорџ Лопез                       | Марко Марковић                              |
| Еван                      | Вил Чои                          | Марко Марковић                              |
| Хенри                     | Јеремија Воткинс                 | Немања Живковић                             |
| Инџе Хонг                 | Данијел Де Ким                   | Немања Вановић                              |
| Ирвинг                    | Ди Бредли Бејкер                 | Милан Тубић                                 |
| Иван                      | Кристијан Барилас                | Марко Марковић                              |
| Жан-Филип                 | Жан-Мишел Ришо                   | Бранислав Јевтић                            |
| Џим Сјајнозубић           | Ендру Моргадо                    | Марко Марковић                              |
| Маркус                    | Карлос Алазраки Шон Крисден      | Немања Живковић Милан Тубић Марко Марковић  |
| Пол                       | Карлос Алазраки                  | Милош Дашић                                 |
| Пит                       | Дејвид Вотерсон                  | Милош Ђуричић                               |
| Пикосито                  | Ефрен Рамирез                    | Немања Живковић                             |
| Пјер                      | Џејмс Арнолд Тејлор              | Милан Антонић                               |
| Резуко                    | Ендру Кишино                     | Бојан Хлишћ                                 |
| Ривер                     | Ерик Бауза                       | непознато                                   |
| Ромео                     | Вилсон Круз                      | Марко Марковић                              |
| Г. Скали                  | Фил Ламар                        | Милош Дашић                                 |
| Г. Вандербрз              | Шон Скемел                       | Александар Глигорић                         |
| Ти Боун                   | Ендру Моргадо                    | Марко Марковић                              |
| Зиги                      | Џеси Корти                       | Немања Живковић                             |
| Јун Кван                  | Џастин Чон                       | Марко Марковић                              |
| Ву-Јон                    | Даисуке Цуџи                     | Виктор Влајић                               |
| Џин                       | Вил Чои                          | Милан Антонић                               |
| Џун-Су                    | Ајзеја Ким                       | Бранислав Јевтић                            |
| Хан                       | Вил Чои (С2Е19) Алан Чау (С3Е18) | Лако Николић                                |
| Нарцисо Гриљо             | Шон Бругос                       | Александар Глигорић                         |
| Тони Хок                  | Тони Хок                         | Немања Живковић                             |
| Алиса Барела              | Али Брук                         | Ања Орељ                                    |
| Алисина мајка             | Сумали Монтано                   | Валентина Павличић                          |
| Бланка Гузман/Ла Тормента | Стефани Беатриз                  | Снежана Нешковић                            |
| Камила                    | Кристела Алонзо                  | Милена Моравчевић                           |
| Дона                      | Алекс Казарес                    | Јована Цавнић                               |
| Доти                      | Алекс Казарес                    | Ања Орељ                                    |
| Г. Рејнолдс               | Ерик Бауза                       | Павле Јеринић                               |
| Гђа Рејнолдс              | Ника Футерман                    | Јована Цавнић                               |
| Габи                      | Роксана Ортега                   | Драгана Кураица                             |
| Гђа Флорес                | Мишел Бонила                     | Ивана Тењовић                               |
| Џорџија                   | Шондалија Вајт                   | Ања Орељ                                    |
| Грета                     | Кари Валгрен                     | Милена Моравчевић                           |
| Мејвис                    | Роксана Ортега                   | Софија Јуричан                              |
| Мирта                     | Кристина Валенцуела              | Софија Јуричан                              |
| Моника                    | Кат Паларди                      | Маријана Живановић                          |
| Миа                       | Шанта Парасураман                | Снежана Нешковић                            |
| Падма                     | Анџали Бимани                    | Ивана Тењовић                               |
| Фиби Пауерс               | Ерин Ивет                        | Марија Стокић                               |
| Директорка Валенцуела     | Каролина Раваса                  | Милена Моравчевић                           |
| Ђина Галијано             | Елизабет Бонд                    | Ања Орељ                                    |
| Г. Суарез                 | Ерик Бауза                       | Немања Вановић                              |
| Тренер Крафорд            | Џонатан Бенкс                    | Томаш Сарић                                 |
| El Falcon del Fuego       | Карлос Алазраки                  | Немања Живковић                             |
| La Cobra                  | Ди Бредли Бејкер                 |                                             |
| La Tortuga                | Роксана Ортега                   |                                             |
| Ана Роналда               | Каролина Раваса                  | Снежана Нешковић                            |
| Хулио                     | Ди Бредли Бејкер                 | Милан Антонић                               |
| Фулио                     | Ди Бредли Бејкер                 | Милан Антонић                               |
| Капетан Дејв              | Ендру Моргадо                    | Милош Ђуричић                               |
| Ји                        | Џуди Алис Ли                     | Сања Поповић                                |
| Ву                        | Брент Мукаи                      | Бојан Хлишћ                                 |
| Хуи                       | Ленард Ву                        | Лако Николић                                |
| Слатки гоблин             | Џим Конрој                       | Предраг Дамњановић                          |
| Саобраћајна полицајка     | Мишел Бонила                     | Снежана Нешковић                            |
| Временска прогностичариа  | Кристина Милиција                | Снежана Нешковић                            |
| Пица мајстор              | Шон Кенин                        | Милош Дашић                                 |
| Невеста                   | Алекс Казарес                    | Маријана Живановић                          |
| Невестин отац             | Џејмс Матис III                  | Александар Глигорић                         |
| Деверуша #1               | Криција Бајос                    | Јована Цавнић                               |
| Супер обожавалац          | Кристина Милиција                | Ана Поповић                                 |
| Радник обезбеђења         | Ариф Кинчен                      | Милош Дашић                                 |
| Хипстер #1                | Алекс Казарес                    | Јована Цавнић                               |
| Хипстер #2                | Ерик Бауза                       | Томаш Сарић                                 |
| Линколн Бука              | Ашер Бишоп Бентли Грифин         | Маријана Живановић                          |
| Лори Бука                 | Кетрин Тејбер                    | Марија Стокић                               |
| Лени Бука                 | Лилијана Мами                    | Ања Орељ                                    |
| Луна Бука                 | Ника Футерман                    | Јована Гавриловић                           |
| Луен Бука                 | Кристина Пучели                  | Маријана Живановић                          |
| Лин Бука Млађа            | Џесика ди Чико                   | Наташа Поповић                              |
| Луси Вука                 | Џесика ди Чико                   | Софија Јуричан                              |
| Лана Бука                 | Греј Делајл                      | Анастасија Видаковић                        |
| Лола Бука                 | Греј Делајл                      | Ана Поповић                                 |
| Лиса Бука                 | Лара Џил Милер                   | Снежана Нешковић                            |
| Лили Бука                 | Греј Делајл                      | Мина Ивановић                               |
| Рита Бука                 | Џил Тели                         | Ана Мандић                                  |
| Лин Бука Старији          | Брајан Степанек                  | Марко Марковић                              |
| Клајд Мекбрајд            | Јахзир Бруно                     | Никола Тодоровић                            |
| Уводна песма              | Али Брук                         | Ивона Рамбосек                              |